# 玛丽-加朗特岛
玛丽-加朗特岛（法語：Marie-Galante）位于加勒比海东部，小安的列斯群岛中，属于法国海外省瓜德罗普的一部分。地处格朗德特尔岛东南25公里，面积158平方公里，大致呈圆形，横跨约16公里。岛上主要种植甘蔗。
玛丽-加朗特岛劃分為三個市鎮：格朗堡，卡佩斯泰尔德玛丽-加朗特和聖路易 。主要城市是位于西南岸的格朗堡。
第一位记录该岛的西方人是克里斯托弗·哥伦布，他以他的一艘船名命名该岛。第一批殖民者为法国人，此后该岛在法国和英国之间几度易手。法国最后于1816年取得该岛至今。

## 交通

### 碼頭
瑪麗-加朗特島有船班往返法屬瓜德羅普的圣弗朗索瓦碼頭。

### 機場
瑪麗-加朗特機場（IATA: GBJ, ICAO: TFFM）為瑪麗-加朗特島唯一對外機場。